# 三宅理一
三宅 理一（みやけ りいち、1948年12月23日- ）は、日本の建築史家、東京理科大学客員教授。専門は近世・近代建築都市史。

## 来歴
東京に生まれ、北海道で育つ。1972年東京大学工学部建築学科卒業、同大学院を経て、フランス留学。1979年パリ・エコール・デ・ボザールを卒業。1981年「ヘルメティシズムの復権 18世紀後半のフランス建築におけるアルカイズムの様相」で東京大学工学博士。
芝浦工業大学助教授、教授、リエージュ大学、1999年慶應義塾大学教授、フランス国立工芸院で教え、2010年藤女子大学教授。副学長を務めた。

## 人物
- 建築史研究と並行して、世界各地で遺産保護、都市計画、デザイン振興事業を行う。とりわけ東方正教系の修道院の保存修復、アジア・アフリカの歴史都市の保護計画などを担当し[2]、国内でも地域資源を活用した新たな街づくり[3]や環境整備をテーマとした活動を行う。初期清朝の遺産保護で瀋陽市栄誉市民、日仏学術研究でフランス政府より教育・学術功労勲章オフィシエ等級授与[4]、ルーマニア・エチオピア[5]の修復事業で外務大臣表彰[6]。日仏工業技術会、日本エチオピア協会、フィンランド・センターなどで役員を務める。
- 展覧会キュレーター、ディレクターとしても活動し、『Japon des avant-gardes』展[7]（パリ・ポンピドーセンター）、『In-spiration』展（パリ装飾美術館）、『Transfiguration』展（ユーロパリア・ブリュッセル）、『Parallel Nippon』展（巡回展）、『ジャン・プルーヴェ』展（巡回展）などを手掛ける。
- 研究室（ゼミ）OB,OGとして、新井清一（建築家）、平剛（写真家）、山下保博（建築家）、井坂幸恵（建築家・インテリアデザイナー）、宮下智裕（建築家）、リシャット・ムラギルディン（建築家）、木下壽子（ハウジング・プロデューサー）、鳴川肇（構造デザイナー）、脊山麻里子（アナウンサー）など。

## 主たる単著
- 『フランス建築事情』鹿島出版会、1979年
- 『世紀末建築』（全6巻） 田原桂一写真、講談社、1983-84年
- 『愛の建築譚』 パルコ出版、1985年、ISBN 978-4-89194-110-9
- 『マニエリスム都市―シュトラスブルクの天文時計』 平凡社、1988年
- 『Image of Fin-de-siècle』田原桂一写真, Collins, London, 1988
- 『Architecture 1880-1920 - images fin de siècle』田原桂一写真 Pierre Saint-Jean訳, Chêne, Paris, 1988
- 『エピキュリアンたちの首都』学藝書林、1989年
- 『江戸の外交都市―朝鮮通信使と町づくり』鹿島出版会、1990年
- 『都市と建築コンペティション』(全7巻)講談社、1990―1992年
- 『モノフィジットの僧院世界』 (異界の小都市 1)、平剛写真、TOTO出版、1994年
- 『砂の楽園―コプトの僧院』 (異界の小都市 2)、平剛写真、TOTO出版、1996年
- 『ヌルハチの都』ランダムハウス講談社、2009年、ISBN 978-4-270-00448-7
- 『負の遺産で街がよみがえる―縮小都市のクリエーティブ戦略』学芸出版社、2009年、ISBN 978-4-7615-2466-1
- 『パリのグランド・デザイン－ルイ一四世が創った世界都市』中央公論新社、2010年
- 『秋葉原は今』芸術新聞社、2010年、ISBN 978-4-87586-192-8
- 『限界デザイン―人類の生存にむけた星の王子さまからの贈り物』TOTO出版、2011年、ISBN 978-4-88706-322-8
- 『デザインで読み解くフランス文化－クロニクル1950』六耀社、2012年、ISBN 978-4-89737-724-7
- 『巴黎的宏伟构想-路易十四所开创的世界之都』清華大学出版社、2013年、ISBN 978-7-302-31149-2
- 『デザインで読み解くフランス文化－クロニクル1960』六耀社、2014年、ISBN 978-4-89737-769-8

### 主たる共著・監著など
- 『Japon des avant-gardes 1910-1970』 catalogue d'une exposition, commissaire, Centre Georges Pompidou, Paris, 1986
- 『現代建築の位相』藤井博巳と共編、鹿島出版会、1986年
- 『空相の現代建築』藤井博巳と共編、鹿島出版会、1987年
- 『Tadao Ando』Vittorio Gregotti,安藤忠雄, Architectural Press, London, 1987
- 『Le dessin d‘ architecture de l’Ecole des Beaux Arts』 co-author with Annie Jacques, Artauld、Paris、1987
- 『ボザール建築図集』アニー・ジャックと共著、求龍堂、1987年
- 『In・spiration』倉俣史朗・沖健次と監修、パルコ出版、1988年
- 『Transfiguration』 catalogue d'une exposition, commissaire, Fondation Europalia Internationale, Bruxelles, 1989, OCLC 21487936
- 『Tokyo Project』 catalogue d'une exposition, commissaire, Fondation Europalia Internationale + CGER, Bruxelles, 1989
- 『ポスト産業都市への選択「名古屋宣言」』監修、名古屋市・日本建築家協会、1991年、NCID BN06777989
- 『光の空間』二川幸夫と共著、 A.D.A.EDITA Tokyo、1994年
- 『サントリーミュージアム 天保山』安藤忠雄共著、鹿島出版会、1996年
- 『ヘルシンキ／森と生きる都市』岡部憲明・パーヴォ・ペルッキオ・吉崎恵子と監修、日本フィンランド都市セミナー実行委員会編、市ヶ谷出版社、1997年
- 『次世代街区への提案―安全で環境にやさしい街づくり』林明夫と監著、鹿島出版会、1998年
- 『アート=ポート=デザイン―魅力ある都市を創る』編著、ぎょうせい、1999年
- 『ル・コルビュジエと日本』高階秀爾・鈴木博之・太田泰人と共編、鹿島出版会、1999年
- 『文化資源とガバナンス』澤井安勇・アンドレ・シガノス共編、鹿島出版会、2004年
- 『近代建築遺産の継承』澤井安勇・アンドレ・シガノスと共編、鹿島出版会、2004年
- 『メイド・イン・スイス ― 小さな国の豊かなデザイン Small + beautiful』慶應義塾大学DMF編, いちい書房, 2005年
- 『モルドヴァの世界遺産とその修復－ルーマニアの中世修道院美術と建築』羽生修二と監著、西村書店、2009年
- 『Shigeru Ban: Paper in Architecture』坂茂共著, Ian Luna and Laura A. Gold, Rizzoli, New York, 2009, ISBN 978-0-8478-3211-8
- 『サンゴバン―ガラス・テクノロジーが支えた建築のイノベーション』中島智章・前島美知子と共著、武田ランダムハウス・ジャパン、2010年、ISBN 978-4-270-00591-0
- 『Atsuta - Re-vision of Hokkaido』小澤丈夫,角哲、Flick Studio, Tokyo, 2013、ISBN 978-4-904894-12-5

### 翻訳
- フィリップ.ドゥルー『現代建築・第三の世代』鹿島出版会 1975年
- ジョルジュ・キャンディリス『リゾート集合住宅の計画と設計』鹿島出版会、1976年
- ケネス・フランプトン『Modern Architecture 1920-1945』（青木淳と共訳） ADA EDITA Tokyo, 1983年
- 『アルド・ロッシ自伝』鹿島出版会、1984年
- マルク＝アントワーヌ・ロージエ『建築試論』中央公論美術出版、1986年
- ケネス・フランプトン『近代建築の開花―1920-1945』A.D.A.EDITA Tokyo、1999年
- ジョナサン・グランシー『建築の歴史』BL出版、2001年
- トーマス・ファン・レーウェン『摩天楼とアメリカの欲望』（木下壽子と共訳）工作舎、2006年
- ジャン＝マリー・ペルーズ・ド・モンクロ『芸術の都 パリ大図鑑』（監訳、大野芳材・三宅京子・加藤耕一・田中佳と共訳）西村書店、2012年、ISBN 978-4-89013-676-6

## 論文
- ＜三宅理一